# Syntax highlighting

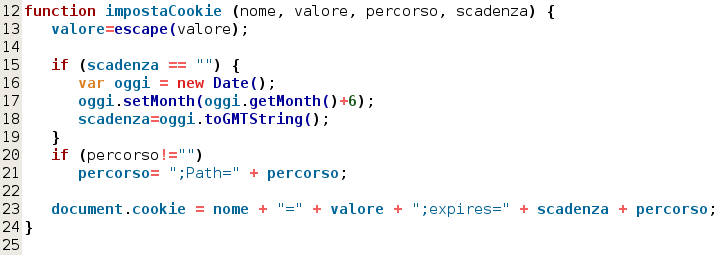
Codice in linguaggio JavaScript evidenziato dall'editor Bluefish

Con syntax highlighting o colorazione della sintassi si intende la caratteristica di un software, solitamente editor di testo, di visualizzare un testo con differenti colori e tipi di carattere in base a particolari regole sintattiche. Questa caratteristica, utilizzata soprattutto per il codice sorgente, facilita la scrittura in un linguaggio strutturato come un linguaggio di programmazione o un linguaggio di markup che dispone di una sintassi e di una grammatica precise.
Se il software che esegue il syntax highlighting supporta più linguaggi, è solitamente possibile specificare di quale linguaggio si tratti (C, LaTeX, HTML, ecc...) o l'editor può riconoscerlo automaticamente in base alla sintassi del file o alla sua estensione.

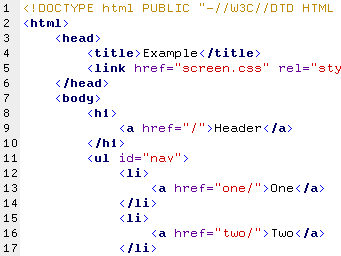
Codice in linguaggio HTML evidenziato dall'editor Bluefish

Quando si analizzano pagine e pagine di codice, questa funzionalità può migliorare notevolmente la leggibilità e la stesura del codice. Ad esempio, il programmatore può automaticamente saltare grosse sezioni di commenti o codice, in funzione di ciò che desidera.
Alcuni programmi permettono di personalizzare la colorazione della sintassi modificando le regole già esistenti per le grammatiche dei linguaggi conosciuti oppure creando nuove grammatiche personalizzate. A volte il tipo di personalizzazioni si limita più semplicemente alla ridefinizione degli stili e dei colori da utilizzare per evidenziare il testo.
Alcuni programmi possono inoltre esportare il codice evidenziato in un formato adatto alla stampa oppure in linguaggio HTML.

## Esempio
Di seguito un frammento di codice PHP che il software MediaWiki ha automaticamente colorato in base alla sintassi:
```
//stampa la tabellina del 3

for
 
(
$i
 
=
 
0
;
 
$i
 
<=
 
10
;
 
$i
++
)
 
{

    
echo
 
$i
 
.
 
" x 3 = "
 
.
 
$i
 
*
 
3
 
.
 
"<br />
\n
"
;

}

```

In questo semplice esempio di listato in linguaggio PHP, il software ha evidenziato:
- in verde chiaro i commenti esplicativi,
- in verde grassetto le parole chiave (come for ed echo),
- in blu le variabili (come $i),
- in grigio i numeri,
- in rosso le stringhe (come " x 3 = "),
- in arancione grassetto gli escape dei caratteri speciali (come \n per a capo),
- in nero gli altri caratteri (segni di punteggiatura, operatori, parentesi).